# Máté Angi
Máté Angi (Vajdahunyad, 1971. december 30. –) erdélyi magyar író.

## Életpályája
1990-ben érettségizett a székelyudvarhelyi Tamási Áron Gimnáziumban, majd ugyanott elvégezte a Benedek Elek Tanítóképzőt. 1993-tól óvónőként tevékenykedik (Székelyudvarhely, Kolozsvár, Budapest).

## Díjak, elismerések
- 2009-ben Aranyvackor megosztott első díj, Pozsonyi Pagony kiadó
- 2009-ben Debüt-díj, Erdélyi Magyar Irodalomért Alapítvány
- 2009-ben Látó-nívódíj
- 2009-ben Év könyve, Transindex internetes portál
- 2010-ben Bródy Sándor-díj
- 2011-ben Év Gyermekkönyve díj

## Könyvek
- Máté Angi: Mamó. Kolozsvár: Koinónia Kiadó. 2009.
- Máté Angi: Volt egyszer egy. Budapest: Pozsonyi Pagony. 2010.
- Máté Angi: Ez egy susogó levél. Szentendre: Cerkabella Kiadó. 2011.
- Máté Angi: Kapitány és Narancshal. Budapest: Magvető. 2012.
- Máté Angi: Az emlékfoltozók. Budapest: Magvető. 2012.

## Antológiákban
- A hibátlanság vágya. Csíkszereda: Bookart Kiadó. 2009.   (Látó-nívódíjasok antológiája)
- Képek Krónikása. Budapest: Nemzeti Tankönyvkiadó. 2009.
- Körkép 2009. Budapest: Magvető. 2009.   (Részlet a Mamó c. regényből)
- Aranysityak. Budapest: Csodaceruza. 2010.
- Nini néni és a többiek – meseantológia. Budapest: Egmont. 2011.
- Elfelejtett lények boltja – Mai szerzők ünnepi antológiája. Szentendre: Cerkabella Kiadó. 2011.
- Érik a nyár – Nyári mesék antológiája. Szentendre: Cerkabella Könyvkiadó / Mo&Mo Bt. 2013.

## Művei az alábbi idegen nyelveken jelentek meg
- francia,[1] olasz,[2] holland,[3] bolgár[3]